# غاريث كوش
غاريث كوش (بالإنجليزية: Gareth Koch)‏ هو عازف الغيتار الكلاسيكي أسترالي، ولد في 6 أبريل 1962.

## وصلات خارجية
- غاريث كوش على موقع ميوزك برينز (الإنجليزية)
- غاريث كوش على موقع ديسكوغز (الإنجليزية)